# 하이 풋 헌
"Hai Phút Hơn"(2 Phút Hơn, 하이 풋 헌, 베트남어로 "2분 더"라는 뜻)은 가수 베트남 가수 파오(Pháo)의 2020년 인도하우스(Indo-House) 노래이다. 몽환적인 보컬, 탄비파(彈琵琶) 연주, 술을 마시자는 가사가 합쳐졌다. 이 노래는 여러 번 리믹스되었다. 2020년 11월 28일에 인도네시아 인DJ이자 프로듀서 카이즈(Kaiz)의 리믹스가 발매되어 전 세계적으로 인기를 얻었고, 댄스 커버를 통해 틱톡에서 인기를 얻은 여러 베트남 노래 중 하나이다.
카이즈의 리믹스는 스포티파이의 글로벌 바이럴 차트에서 톱 10에 진입했고, 2020년 12월 샤잠에서 전 세계에서 가장 많이 검색된 트랙이 되었다.

## 리믹스
카이즈의 리믹스가 틱톡에 등장하고 틱톡에서 트렌드가 된 후, 이 노래는 전 세계적으로 인기를 얻었으며 큰 성공을 거두었다. 이 노래는 빌보드 송 세일즈 월드 디지털과 빌보드 핫 댄스 일렉트로닉 송 차트에 모두 진입한 최초의 V-pop 곡이 되었으며, 파오는 두 번째로 빌보드 시스템 공식 차트 2개에 진입한 베트남 아티스트가 되었다. 유튜브에 게시된 팬 제작 동영상은 현재 조회수 3억 2천만 회 이상을 기록했다(2024년 11월 28일 기준). 이 노래는 현재 스포티파이에서 1,300만 개 이상의 스트림에 도달했으며, 스포티파이에서 가장 많이 듣는 베트남 노래가 되었다.
2021년에, 파오와 카이즈는 후속 리믹스 "2 Phút Hơn (Make It Hot)"을 미국 래퍼 타이가와 함께 발매했다.

## 인터넷 밈
일본 애니메이션 텔레비전 시리즈 달링 인 더 프랑키스의 캐릭터 제로투(Code:002)는 인터넷 밈의 인기 있는 소재가 되었다. 2018년에 제로투가 테디로이드(TeddyLoid)의 2014년 노래 "ME!ME!ME!"에 등장하는 머리 뒤로 깍지를 끼고 엉덩이를 흔드는 춤을 추는 비디오가 게시되었다. 2020년 11월에는 카이즈 리믹스 버전의 "Hai Phút Hơn"에 제로투 댄스 클립을 넣은 애니메이션 뮤직 비디오가 바이러스처럼 퍼져 인터넷 밈으로 이어졌다. 이 비디오에는 리듬 게임 뮤즈 대쉬의 캐릭터 마리쟈와 부로와 함께 춤추는 제로투가 등장했다.
중국에서 더우인 사용자들이 실제로 이 춤을 따라하는 트렌드가 나타났다. 더우인 사용자 'Cciinnn'이 처음으로 영상에 이 노래를 사용했다. 이 춤은 틱톡으로 넘어갔고, 인플루언서 사바 슐츠(Sava Schultz)와 로렌 버치(Lauren Burch)의 영상이 특히 인기를 얻었다.
대한민국에서도 이 챌린지가 일명 '국민 챌린지'가 된 적이 있었다. aespa 등 K-pop 아이돌이 이 춤을 췄다. 수많은 패러디가 등장했고, 아프리카TV에서도 인기를 끌었다. 대표적으로 과즙세연의 제로투 댄스 영상은 20일 만에 조회수 200만을 넘겼다. KBO 리그 삼성 라이온즈의 최지광은 이 노래를 등장곡으로 썼다. 이 모든 인기는 숏폼 플랫폼을 통해 확산했다.

## 같이 보기
- 시 띤
- P1XE7